# توکس اولاگوندویه
توکس اولاگوندویه (انگلیسی: Toks Olagundoye؛ زادهٔ ۱۶ سپتامبر ۱۹۷۵) بازیگر اهل نیجریه است. وی از سال ۲۰۰۰ میلادی تاکنون مشغول فعالیت بوده است.
از فیلم‌ها یا برنامه‌های تلویزیونی که وی در آن نقش داشته است می‌توان به کسل، روزهای سگی اشاره کرد.